# Đỗ Thanh Thịnh
Đỗ Thanh Thịnh (sinh ngày 18 tháng 8 năm 1998) là cầu thủ bóng đá người Việt Nam thi đấu ở vị trí hậu vệ trái cho câu lạc bộ Thép Xanh Nam Định tại V-League 1.

## Tiểu sử
Đỗ Thanh Thịnh sinh ngày 18 tháng 8 năm 1998, quê ở Hội An, tỉnh Quảng Nam.

## Thành tích tập thể

### Câu lạc bộ
PVF
- Giải vô địch U-17 Quốc gia:

 Vô địch (2015)
- Giải vô địch U-19 Quốc gia:

 Vô địch (2015)
 Hạng 3 (2016)
SHB Đà Nẵng
- V.League 1:

 Hạng 3: 2016
Topenland Bình Định
- V.League 1:

 Hạng 3: 2022
- Cúp Quốc gia:

 Á quân: 2022
 Hạng 3: 2023
Thép Xanh Nam Định
- V.League 1:

 Vô địch: 2023–24

### Cấp đội tuyển
U-19 Việt Nam
- Giải vô địch U-19 châu Á:  Hạng ba (2016)
- Giải vô địch U-19 Đông Nam Á:  Hạng ba (2016)

U-21 Việt Nam
- U21 Nations Cup:  Hạng ba (2016)
- Giải U-21 Quốc tế báo Thanh niên:  Á quân (2017)

U-22 Việt Nam
- Đại hội Thể thao Đông Nam Á:  Vô địch (2019)

## Thành tích cá nhân
- Vua phá lưới U17 Quốc gia 2015